# Línguas tungúsicas

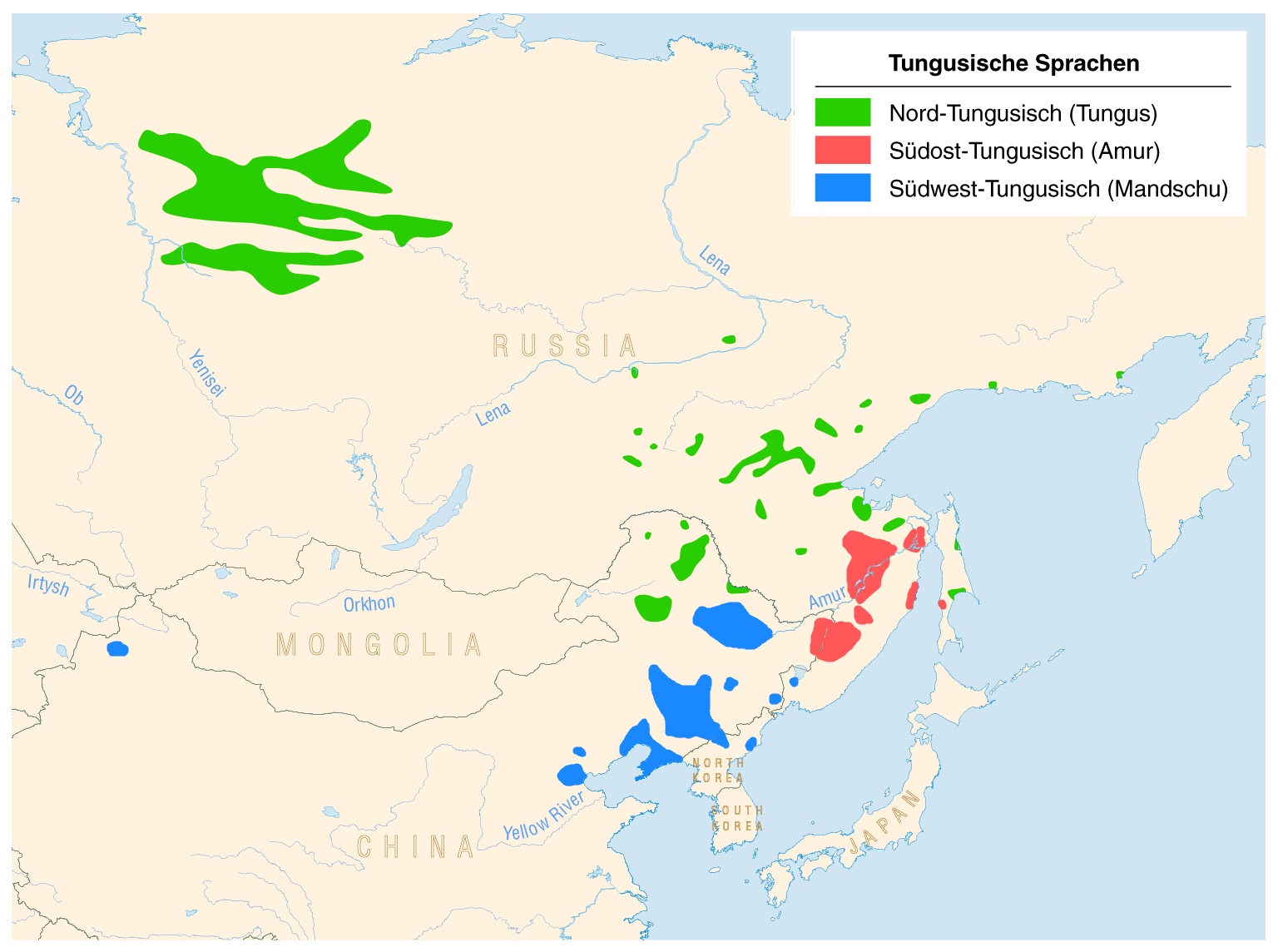
Mapa mostrando a distribuição das línguas tungúsicas.

As línguas tungúsicas (também chamadas de Manchu-Tungus) formam um grupo de línguas faladas no leste da Sibéria e em partes da China (Manchúria), Japão (Hokkaido (Pelos Chochaios) e Mongólia. Especula-se que tenham origem num filo altaico, o qual, se existente em realidade, incluiria as famílias de línguas Turcomanas e as Mongólicas e talvez também as línguas japônicas e o coreano. A maior parte das línguas tungúsicas está extinta ou em extinção, sendo o futuro dessa família incerto. 

## Classificação
Diversos linguistas que trabalham com o tungúsico propuseram diferentes classificações das Línguas Tungúsicas baseadas em diversos critérios, que incluem características morfológicas, lexicais e fonológicas. Alguns estudantes criticaram o modelo básico da classificação Tungúsica e o argumento de que a história longa de contato entre as línguas tungúsicas faz com que sejam melhor consideradas como um dialeto contínuo. 
Uma das classificações mais adequadas em relação às demais propõe que as Línguas Tungúsicas sejam divididas em ramos Norte e Sul, com o ramo Sul se subdividindo em Sudeste e Sudoeste. 
Tungúsicas Norte
- Evenki (obsoleta: Tungus), falada pelos Evenkis da Sibéria central e no nordeste da China - 29 mil falantes
- Even (Lamut) do leste da Sibéria - 7,5 mil falantes

As seguintes são consideradas como dialetos ou correlatas ao Evenki;
- Oroqen - 1 200 falantes
- Negidal - 150 falantes
- Solon - 29 mil
- Manegir

Tungúsicas Sul
- Sudeste
  - Nanai (Gold, Goldi ou Hezhen) - 5,5 mil falantes
  - Akani
  - Birar
  - Kile
  - Samagir
  - Orok - 350 falantes
  - Ulch - 500 a 1000 falantes
  - Oroch - 30 a 80 falantes
  - Udege - 100 falantes

- Sudoeste (ou grupo Jurchen-Manchu)
  - Manchu da Manchúria, língua do povo Manchu, fundadores da Dinastia Qing na China - 70 falantes
  - Sibe - falada por 30 mil pessoas na região autônoma de Xinjiang por descendentes de uma tribo Manchu enviada pela Dinastia Qing para Xinjiang como guarnição militar.
  - Jurchén - Língua extinta da Dinastia Jin na China.
  - Cholchai - Língua extinta do pequeno grupo Chochaio no Japão

Jurchen-Manchu (Jurchen e Manchu são apenas diferentes estágios da mesma língua; de fato, a palavra "Manchu" não apareceu antes de 1636, quando o imperador Hong Taiji decretou a mesma para substituir o termo "Jurchen")  é a única língua Tungúsica com forma literária própria, o alfabeto jurchen, substituído pelo alfabeto manchu no final do século XII. É, portanto, um idioma importante para a reconstrução da língua "proto-Tungúsica".
Um dos textos considerados mais antigos e significativos escritos em Jurchén é uma inscrição no dorso da "estela memorial da vitória Jin" (Da Jin deshengtuo songbei), construída em 1185 durante o período do imperador Shizong de Jin (Dading), de 1161 a 1189. Parece ser uma versão resumida do texto em Chinês, que fica na face frontal da estela.

## Características comuns
As Tungúsicas são do tipo morfológico aglutinativo, tendo algumas delas complexos sistemas de declinação bem como elaborados padrões de tempos e de aspectos verbais. São também complexos seus padrões de harmonia vocálica com base em características de "arredondamento" e "tensão" (força) das vogais.

## Relação com outras línguas
As Tungúsicas são tradicionalmente relacionadas com as línguas Turcomanas, as Mongólicas e as altaicas. Alguns linguistas, porém, acreditam que haja relações externas, via "parafilos", com línguas como o Coreano, o Ainu e com línguas japônicas.